# Loukovec
Loukovec är en ort i Tjeckien.   Den ligger i regionen Mellersta Böhmen, i den centrala delen av landet, 70 km nordost om huvudstaden Prag. Loukovec ligger 275 meter över havet och antalet invånare är 264.
Terrängen runt Loukovec är lite kuperad, och sluttar söderut.Runt Loukovec är det ganska tätbefolkat, med 100 invånare per kvadratkilometer. Närmaste större samhälle är Mladá Boleslav, 18,5 km söder om Loukovec. Omgivningarna runt Loukovec är en mosaik av jordbruksmark och naturlig växtlighet.